# Nelson Cowan
Nelson Cowan (* 7. März 1951 in Washington, D.C.) ist ein US-amerikanischer Psychologe. 
Cowan beschäftigt sich überwiegend mit dem Arbeitsgedächtnis und dessen Entwicklung. 1999 veröffentlichte er sein Arbeitsgedächtnismodell „Embedded Processing Model of Working Memory“. Er lehrt als Professor für Psychologie an der University of Missouri-Columbia.
Cowan erhielt 1973 den Bachelor of Science an der University of Michigan in Ann Arbor und machte 1977 den Master an der University of Wisconsin in Madison. Dort promovierte er 1980 mit der Dissertation „Toward an understanding of morphological segmentation in unfamiliar languages.“

## Werke
- Cowan, N. (2005): Working memory capacity. Hove, East Sussex, UK: Psychology Press.